# Saint-Priest-la-Roche
Saint-Priest-la-Roche är en kommun i departementet Loire i regionen Auvergne-Rhône-Alpes i centrala Frankrike. Kommunen ligger i kantonen Saint-Symphorien-de-Lay som tillhör arrondissementet Roanne. År 2022 hade Saint-Priest-la-Roche 340 invånare.

## Befolkningsutveckling
Antalet invånare i kommunen Saint-Priest-la-Roche
| Referens: INSEE |